# Huntingburg
Huntingburg est une ville du comté de Dubois dans l'état de l'Indiana aux États-Unis.

## Description
Elle a été fondée en 1837.
Sa population était de 6 057 habitants en 2010.
La ville est desservie par un aéroport situé à 6 km au sud du centre-ville.